# Daisy Wood-Davis
Daisy Wood-Davis (Bromley, Gran Londres; 22 de octubre de 1990) es una actriz y cantante británica, conocida por haber dado vida a Laura en la obra Dreamboats and Petticoats y a Kim Butterfield en la serie Hollyoaks.

## Biografía
Comenzó a salir con el actor Luke Jerdy. Más tarde, en agosto de 2019 se anunció que la pareja se había comprometido después de que Luke le pidiera matrimonio en Grecia. El 28 de septiembre de 2021 se anunció el nacimiento de su hijo Asa Sean Wood-Mehdizadeh.

## Carrera
En 2012 apareció como invitada en un episodio de la popular serie británica EastEnders, donde interpretó a Tansy Meadow.
El 7 de octubre de 2014, se unió al elenco principal de la serie británica Hollyoaks, donde interpretó a la enfermera Kim Butterfield, hasta el 18 de octubre del 2018 después de que su personaje se diera a la fuga luego de echarse la culpa de la muerte de Glenn Donovan.

## Filmografía[7]

### Series de televisión
| Año         | Título     | Personaje       | Notas                        |
| ----------- | ---------- | --------------- | ---------------------------- |
| 2019        | Holby City | Phoebe Palmer   | 2 episodios                  |
| 2014 - 2018 | Hollyoaks  | Kim Butterfield | 277 episodios                |
| 2012        | EastEnders | Tansy Meadow    | episodio del 22 de noviembre |

### Películas
| Año | Obra                 | Personaje | Notas |
| --- | -------------------- | --------- | ----- |
| -   | The Boat That Rocked | Sarah     | -     |

### Teatro
| Año | Obra                      | Personaje   | Director (a) | Teatro                | Notas                                                         |
| --- | ------------------------- | ----------- | ------------ | --------------------- | ------------------------------------------------------------- |
| -   | Made in Dagenham          | Sandra      | -            | -                     | -                                                             |
| -   | Jack and the Beanstalk    | Jill        | -            | -                     | -                                                             |
| -   | Wag! The Musical          | Jenny       | -            | Charing Cross Theatre | -                                                             |
| -   | Snow White                | Snow White  | -            | -                     | -                                                             |
| -   | The Rocky Horror Show     | Janet Weiss | -            | -                     | -                                                             |
| -   | Peter Pan                 | Wendy       | -            | Darling Civic Theatre | -                                                             |
| -   | Stop Dreamin'             | Olive White | -            | -                     | -                                                             |
| -   | Dreamboats and Petticoats | Laura       | -            | Playhouse Theatre     | junto a Ben Freeman, AJ Dean, Francesca Jackson y Emma Hatton |